# Opkg
opkg (anglicky open package management) je odlehčený systém pro správu softwarových balíčků vycházející ze systému ipkg. Je naprogramován v jazyce C a fungováním se podobá Advanced Packaging Tool (APT)/dpkg. Je určen pro zařízení používající vestavěný Linux a je používán v projektech OpenEmbedded a OpenWrt.
Opkg bylo v rámci projektu Openmoko odvětveno z ipkg. Později se vývoj opkg přesunul z původního repozitáře Google Code do repozitáře Yocto Project, kde je opět aktivně spravován.
Soubory s opkg balíčky mají příponu .ipk.